# Gold aus Gletschern
Gold aus Gletschern ist ein deutscher Dokumentarfilm von Luis Trenker aus dem Jahr 1956.

## Handlung
Der Film zeigt den Bau der Kraftwerksgruppe Kaprun und die Arbeit der Menschen auf den Stausee-Baustellen im Hochgebirge. Die Aufnahmen werden mit Spielszenen ergänzt, in denen Annette und der Werksstudent Florian als Liebespaar Ausflüge in die Umgebung rund um den Großglockner machen.

## Hintergrund
Der Hauptdarsteller Florian Trenker ist der älteste Sohn Luis Trenkers.

## Kritiken
„Dokumentarfilm über Planung, Bau und Funktion des Tauernkraftwerks Kaprun im Salzburger Land – umrahmt von einer belanglosen Spielhandlung […]. Etwas pathetisch, aber volkstümlich und ansehnlich.“